# Coppa di Francia 2004-2005 (hockey su pista)
La Coppa di Francia 2004-2005 è stata la 4ª edizione della principale coppa nazionale francese di hockey su pista. Il torneo ha avuto inizio il 4 dicembre 2004 e si è concluso il 4 giugno 2005.
Il trofeo è stato conquistato dal SCRA Saint-Omer per la prima volta nella sua storia superando in finale il Ploufragan.

## Risultati

### Primo turno
| Squadra 1         | Risultato | Squadra 2     |
| ----------------- | --------- | ------------- |
| Loudéac           | 3 - 5     | ASTA Nantes   |
| Nantes Longchamps | 6 - 4     | Callac        |
| Quintin           | 12 - 2    | La Garnache   |
| Toulouse          | 2 - 10    | Blagnac       |
| Voiron            | 7 - 4     | Seynod        |
| Moulins 03        | 1 - 14    | Aix-les-Bains |
| Saint-Jean-Ruelle | 3 - 4     | Roubaix       |

### Secondo turno
| Squadra 1         | Risultato | Squadra 2         |
| ----------------- | --------- | ----------------- |
| Plonéour-Lanvern  | 10 - 4    | Saint-Sébastien   |
| ASTA Nantes       | 1 - 9     | Nantes            |
| Quintin           | 1 - 8     | Ploufragan        |
| Mouilleron        | 4 - 3     | Nantes Longchamps |
| Ergué-Gabéric     | 4 - 5     | Quimper           |
| La Vendéenne      | 5 - 2     | Saint-Brieuc      |
| Beaumanoir        | 2 - 10    | Quévert           |
| Pau               | 1 - 3     | Blagnac           |
| Gujan-Mestras     | 7 - 6     | Coutras           |
| ASPTT Bordeaux    | 3 - 11    | Gazinet-Cestas    |
| Biarritz          | 3 - 7     | Mérignac          |
| Voiron            | 5 - 6     | Vaulx-en-Velin    |
| Aix-les-Bains     | 5 - 3     | Lione             |
| Roubaix           | 4 - 8     | SCRA Saint-Omer   |
| Noisy-le-Grand    | 18 - 1    | Tourcoing         |
| Sporting Fontenay | 2 - 4     | Villejuif         |

### Ottavi di finale
| Squadra 1        | Risultato | Squadra 2       |
| ---------------- | --------- | --------------- |
| Blagnac          | 2 - 9     | Ploufragan      |
| Aix-les-Bains    | 4 - 6     | Villejuif       |
| Gazinet-Cestas   | 1 - 3     | Noisy-le-Grand  |
| Mouilleron       | 4 - 11    | Gujan-Mestras   |
| Vaulx-en-Velin   | 2 - 4     | SCRA Saint-Omer |
| Quévert          | 4 - 1     | Quimper         |
| Plonéour-Lanvern | 4 - 15    | Mérignac        |
| Nantes           | 2 - 8     | La Vendéenne    |

### Quarti di finale
| Squadra 1       | Risultato | Squadra 2     |
| --------------- | --------- | ------------- |
| Ploufragan      | 8 - 0     | Villejuif     |
| Noisy-le-Grand  | 6 - 3     | Gujan-Mestras |
| SCRA Saint-Omer | 3 - 1     | Quévert       |
| Mérignac        | 3 - 4     | La Vendéenne  |

### Semifinali
| Squadra 1       | Risultato | Squadra 2      |
| --------------- | --------- | -------------- |
| Ploufragan      | 12 - 2    | Noisy-le-Grand |
| SCRA Saint-Omer | 7 - 1     | La Vendéenne   |

### Finale
| 4 giugno 2005 | Ploufragan | 2 – 3 | SCRA Saint-Omer |  |